# 가우시안 주파수 편이
가우시안 주파수 편이(Gaussian frequency-shift keying, 약어: GFSK)는 주파수 편이 변조(Frequency Shift Keying, FSK) 방식의 하나로 가우시안 필터(Gaussian Filter)를 사용하여 이진수1은 양의 편향으로, 이진수0은 음의 편향으로 변환한다. 

## 같이 보기
- 주파수 편이 변조